# Nalia Radio and Television
Nalia Radio and Television, kurz NRT (regional NRT TV; ehemals Nalia TV) ist ein kurdischer Nachrichtensender mit Sitz in Sulaimaniyya. Er ist der erste unabhängige Fernsehsender in der Autonomen Region Kurdistan. NRT wurde 2010 von freiberuflichen Journalisten gegründet und gehört zu der Nalia Media Corporation.

## Geschichte
Der Nachrichtensender NRT startete unter dem Namen Nalia TV am 17. Februar 2011 als erster unabhängiger, kurdischer Nachrichtensender in der Autonomen Region Kurdistan seinen Betrieb. Nach drei Tagen Sendebetrieb wurde die NRT-Niederlassung in Sulaimaniyya (kurdisch Slemanî) von etwa fünfzig bewaffneten, unbekannten Personen angegriffen. Der Angriff fand während der Demonstrationen gegen die Barzani-Regierung statt und wird mit diesen in Verbindung gebracht. NRT war zu dieser Zeit der einzige darüber berichtende Nachrichtensender. Bei diesem Angriff wurde das Fernsehstudio niedergebrannt und ein Sicherheitsmann verletzt. Eine Aufklärung des Falles gab es nicht.
Bei einem weiteren Angriff von Unbekannten auf eine Sendestation von NRT wurde am 27. Oktober 2013 der Geschäftsführer, Schaswar Abdulwahid, durch ein Drive-by-Shooting angeschossen und schwer verletzt. Er überlebte den Angriff und versprach, den Sendebetrieb fortzuführen.
Seit August 2014 führt NRT eine Partnerschaft mit dem Auslandssender Voice of America. Dazu wurde das Programm Kurd Connection durch die beiden Sender hervorgebracht. Die Sendung, die sonntags ausgestrahlt und von VOA Kurdish (kurdisch Dengê Amerîka ‚Stimme Amerikas‘) betreut wird, soll dazu dienen, die Reaktionen amerikanischer Politik auf Geschehnisse im Irak wiederzugeben.
Am 10. Oktober 2015 wurde NRT von Sicherheitskräften der Asayîş zur Schließung seiner Büros in Erbil und Duhok gezwungen. NRT berichtete zu dieser Zeit über die Proteste der Bürger in Sulaimaniyya. Sie demonstrierten für die ausstehenden Gehaltszahlungen von Beamten, die mehrere Monate von der Regionalregierung Kurdistans nicht gezahlt wurden. Bei diesen Protesten starben laut Human Rights Watch fünf Menschen. Die Mitarbeiter von NRT wurden durch Sicherheitskräfte, die der Demokratischen Partei Kurdistans (DPK) nahe stehen sollen, dazu gedrängt, ihre Arbeitsplätze zu verlassen. Einige von ihnen seien laut Ramen Gareb, dem Vorsitzenden der Nichtregierungsorganisation Metro Center, nach Sulaimaniyya verschleppt worden. Die Begründung für die Schließung der Büros sei laut Kawa Abdulkader, dem Büro-Leiter von NRT in Erbil, die Verstärkung der politischen Krise und die Unterstützung der Opposition. Zeitgleich wurden auch Büros von KNN TV und der Radiosender Gorran geschlossen. Der Geschäftsführer von Reporter ohne Grenzen, Christian Mihr, kritisierte in diesem Zusammenhang die Übergriffe an Journalisten: „Die Behörden in allen Teilen Iraks haben die Pflicht, Journalisten vor Übergriffen zu schützen, wer auch immer die Urheber sind.“ Am 13. Oktober 2015 durfte NRT den Sendebetrieb wieder aufnehmen.
Zu einer erneuten Schließung eines Büros kam es am 26. Januar 2019 in Dohuk. Die Sperrung folgte, nachdem der Fernsehsender über einen Ansturm von Bewohner der Stadt Sheladize auf eine türkische Militärbasis im Nordirak berichtet hatte. Zuvor starben bei einer türkischen Militäroffensive, die laut der Regierung der Arbeiterpartei Kurdistan (PKK) gelten sollte, vier kurdische Zivilisten aus Sheladize. Dies löste einen Protest in der Bevölkerung aus. Bei diesem Protest wurde die dort befindliche Militärbasis in Brand gesteckt und es kam zu Ausschreitungen zwischen den Stadtbewohnern und den Soldaten. Während dieser Ausschreitungen starben zwei Zivilisten und fünfzehn weitere wurden verletzt. Die türkischen Soldaten räumten die Militärbasis. NRT verfolgte die Geschehnisse per Liveübertragung und sendete über Internet und Fernsehen. Als die Proteste durch Peschmerga-Einheiten beendet wurden, berichtete NRT in Dohuk weiter und interviewte einige Beteiligte. Danach wurde das Team des Fernsehsenders, das im Einsatz war, von Sicherheitskräften der Regionalregierung für mehrere Stunden festgehalten und dessen Ausstattung beschlagnahmt. Bei einer Pressekonferenz in Erbil sah der Premierminister von Irakisch-Kurdistan, Nêçîrvan Barzanî, die Präsenz der Arbeiterpartei Kurdistan im Nordirak als Hauptursache für die tödlichen Ereignisse. Die Zentralregierung in Baghdad hingegen verurteilte die türkischen Interventionen im Nordirak und bestellte den türkischen Botschafter ein. Sie kritisierte, dass die Türkei die Souveränität des Iraks damit verletze. Das Komitee zum Schutz von Journalisten (CPJ), die Internationale Journalisten-Föderation (IFJ) und Reporter ohne Grenzen verurteilten den Umgang der Regionalregierung von Kurdistan mit den Journalisten von NRT. Die Informationsfreiheit in Kurdistan solle von den Behörden und Sicherheitskräften respektiert werden, teilte die IFJ in ihrer Pressemeldung mit. Die CPJ forderte von der regierenden Demokratischen Partei Kurdistans die Rückgabe der beschlagnahmten Ausstattung des Fernsehteams und die Wiedereröffnung des NRT-Büros in Dohuk. Zudem müsste es den Journalisten erlaubt sein, ihrer Arbeit frei nachzugehen.

## Empfang
NRT kann über Satellit von NileSat auf 7.0° West, bei einer vertikalen Polarisation und einer Frequenz von 12521, mit Symbolrate 27500 digital empfangen werden. Das Signal wird im High Definition Videoformat gesendet und kann auch über einen Livestream dementsprechend geschaut werden.